# 等角写像

矩形格子(上)と等角写像 f によるその像(下)。f が、90°で交差している2つの直線をなおも90°で交差している2つの曲線へ移していることが確認できる。

等角写像（とうかくしゃぞう、英: conformal transformation）とは、2次元以上のユークリッド空間からユークリッド空間への写像であって、任意の点の近傍の微小な2つの線分が、その成す角を保存するように写像されるものをいう。いいかえれば、座標変換の関数行列が回転行列のスカラー倍となるものである。すなわち、平面上の一つの図形を他の図形に変換（写像）したとき、図形上の二曲線の交角はその写像によっても等しく保たれるような写像を等角写像と呼ぶ。
一見すると、原形から大きく図形が変わったように見えても、対応する微小部分に注目すると、原形の図形と相似になっているのが、等角写像である。等角写像は、複素関数論と深い関係があり、工学上、流体の挙動の記述などにおいて非常に有用である。

## 複素関数の等角写像
複素平面 z から複素平面 w への写像である関数 w = f(z) について、正則関数は等角写像である。逆命題も成り立つ。
関数 f によって点 z0 とその近傍にある2点 z1, z2 が点 w0 とその近傍にある2点 w1, w2 に写像されるとき、f が正則であれば点の近づき方には依らずに微分値が一定になることから
{\displaystyle \lim _{z_{1}\to z_{0}}{\frac {w_{1}-w_{0}}{z_{1}-z_{0}}}=\lim _{z_{2}\to z_{0}}{\frac {w_{2}-w_{0}}{z_{2}-z_{0}}}=f'(z_{0})...(1)}
ここで {\displaystyle z_{0}=|z_{0}|\exp(i\arg(z_{0}))\,\!} のように展開して整理すれば
{\displaystyle \lim {\frac {|w_{1}-w_{0}|}{|w_{2}-w_{0}|}}e^{i\arg(w_{1}-w_{2})}=\lim {\frac {|z_{1}-z_{0}|}{|z_{2}-z_{0}|}}e^{i\arg(z_{1}-z_{2})}}
この式の偏角をとれば
{\displaystyle \lim \arg(w_{1}-w_{2})=\lim \arg(z_{1}-z_{2})}
すなわち、全ての正則関数による写像は微小な角を保存する。また、(1) の絶対値は
{\displaystyle \left|{\frac {dw}{dz}}\right|=|f'(z)|}
であり、これは微小線分の拡大率がその方向によらないことを示している。

## 地図投影法の等角写像
地図投影法のうち等角写像であるものが正角図法と呼ばれる。

### 球面の場合
球面からの投影法は通常は球座標から地図上の座標への写像 {\displaystyle m:(\varphi ,\lambda )\to (x,y)} として記述される。この場合は関数行列の代わりに
{\displaystyle {\begin{pmatrix}{\frac {\partial x}{\partial \varphi }}&{\frac {1}{\cos \varphi }}{\frac {\partial x}{\partial \lambda }}\\{\frac {\partial y}{\partial \varphi }}&{\frac {1}{\cos \varphi }}{\frac {\partial y}{\partial \lambda }}\\\end{pmatrix}}}
が回転行列のスカラー倍となるものが等角写像である。
冒頭の定義との関係では、球面に任意の点で接する接平面に直交座標系 {\displaystyle (\xi ,\eta )\,\!} をとれば、等角性を判断するための写像は {\displaystyle f:(\xi ,\eta )\to (x,y)} であり、これは {\displaystyle g:(\xi ,\eta )\to (\varphi ,\lambda )} と {\displaystyle m\,\!} の合成であるから
{\displaystyle J_{f}=J_{m}J_{g}={\begin{pmatrix}{\frac {\partial x}{\partial \lambda }}&{\frac {\partial x}{\partial \varphi }}\\{\frac {\partial y}{\partial \lambda }}&{\frac {\partial y}{\partial \varphi }}\\\end{pmatrix}}{\begin{pmatrix}{\frac {\partial \lambda }{\partial \xi }}&{\frac {\partial \lambda }{\partial \eta }}\\{\frac {\partial \varphi }{\partial \xi }}&{\frac {\partial \varphi }{\partial \eta }}\\\end{pmatrix}}={\begin{pmatrix}{\frac {\partial x}{\partial \lambda }}&{\frac {\partial x}{\partial \varphi }}\\{\frac {\partial y}{\partial \lambda }}&{\frac {\partial y}{\partial \varphi }}\\\end{pmatrix}}{\begin{pmatrix}{\frac {1}{a\cos \varphi }}&0\\0&{\frac {1}{a}}\\\end{pmatrix}}}
として得られる。

### 回転楕円体から球への等角写像
回転楕円体（扁球）からの投影法についても同様にして等角写像を定義することができるが、投影法の表式に楕円積分を含むこととなり、解析的に求めることが難しい場合があるので、かつては既に知られた回転楕円体から球面への等角写像によって回転楕円体上の地物を球面に写像した後、球面からの正角図法で地図に投影することが行われた（二重投影）。
最も簡単なものは経度を変えないもので、地球楕円体の離心率を {\displaystyle e\,\!} とするとき、地球楕円体上の地理緯度 {\displaystyle \varphi \,\!} から球面上の緯度（正角緯度）{\displaystyle \chi \,\!} は次のように与えられる:
{\displaystyle \chi =\operatorname {gd} \left(\operatorname {gd} ^{-1}(\varphi )-e\tanh ^{-1}(e\sin \varphi )\right)}
ただし、{\displaystyle \operatorname {gd} (x)} はグーデルマン関数であり、{\displaystyle \operatorname {gd} ^{-1}(x)} はその逆関数を表す。
もうひとつの方法は経度方向に拡大を行う（つまり全球を写像すると重なりが出てしまう）代わりに緯度方向の縮尺の変化を抑えようとしたものである。投影しようとする範囲の中心地点の地理緯度を {\displaystyle \varphi _{0}\,\!} 、経度を {\displaystyle \lambda _{0}\,\!} とすると、この中心地点における縮尺係数の、投影先の球面緯度についての二階までの微分係数を0とする条件を課したとき、地球楕円体上の点 {\displaystyle P(\varphi ,\lambda )\,\!} は、球上の点 {\displaystyle P'(\Phi ,\Lambda )\,\!} に次のようにして投影される：
{\displaystyle {\begin{aligned}\Phi &=\operatorname {gd} \left(\alpha \left\{\operatorname {gd} ^{-1}(\varphi )-\operatorname {gd} ^{-1}(\varphi _{0})-e\tanh ^{-1}(e\sin \varphi )+e\tanh ^{-1}(e\sin \varphi _{0})\right\}+\tanh ^{-1}\left({\frac {\sin \varphi _{0}}{\alpha }}\right)\right)\\\Lambda &=\alpha (\lambda -\lambda _{0})\\\alpha &={\sqrt {1+{\frac {e^{2}\cos ^{4}\varphi _{0}}{1-e^{2}}}}}\\\end{aligned}}}

### 回転楕円体から平面への等角写像
このうち最も重要なもののひとつは、投影しようとする範囲の中心地点を通る子午線（中央子午線）の子午線弧長を保存するものである。これは、今日ではガウス・クリューゲル図法と呼ばれるもので、現在の日本における平面直角座標系（平成14年国土交通省告示第9号）にも採用されている。
かつて日本で一般的に用いられていた方法は、中央子午線からの経度差が小さい範囲に限って当該差について冪級数展開したものであったが、もう一つの方法として、実用的な範囲内においては特に制限を設けないもので、地球楕円体の第三扁平率のみを係数に含む冪級数展開により表されるものがある。この表式は、2013年度から公共測量における作業規程の準則において、また国土地理院が提供する測量計算サイトにおいても採用されることとなった。
地球表面全体を完全に投影するには、ヤコビの楕円函数を駆使した表式を用いることになる。